# Freiendsituation
Freiendsituation ist ein Fachbegriff aus der Zahnheilkunde zur Einteilung der unvollständigen Gebisse. Eine Freiendsituation liegt vor, wenn die fehlenden Zähne die letzten in der Zahnreihe sind, also hinter den fehlenden Zähnen keine Zähne mehr vorhanden sind.
Wenn jemand nicht (mehr) alle Zähne hat, kann dies seine Lebensqualität je nach Anzahl, Art und Lokalisation der fehlenden Zähne in unterschiedlichem Ausmaß beeinträchtigen. Hierfür wurden verschiedene Kriterien vorgeschlagen, u. a. die Einteilung nach „Schalt-“ und „Freiendlücken“. 
Wenn die bei einer Freiendsituation fehlenden Zähne festsitzend ersetzt werden sollen, kann dies nur durch eine relativ aufwändige und kostspielige Implantatversorgung erfolgen. 
Alternativ ist ein herausnehmbarer Ersatz („Zahnprothese“) möglich. Deshalb gilt es, die Entstehung von Freiendsituationen zu vermeiden.
Analog hierzu versteht man unter einer „Freiendprothese“ eine Teilprothese, die nach hinten nicht von Zähnen begrenzt wird, im Gegensatz zu einer „Schaltprothese“, die auf beiden Seiten der Lücke eine Verankerung oder Abstützung an vorhandenen, natürlichen Zähnen hat.